# Professional Jealousy (film 1913)
Professional Jealousy è un cortometraggio muto del 1913 diretto da Al E. Christie (Al Christie) e interpretato da Donald MacDonald, Eddie Lyons e Jewel Carmen.

## Trama
Nonostante il grande successo che incontra la compagnia d'opera Slambardi, l'impresario si mette le mani nei capelli perché dietro le quinte regna un vero manicomio. La rivalità tra il basso e il tenore giunge a cime parossistiche quando il tenore surclassa il rivale sulla scena e gli ruba pure l'amore della primadonna.

## Produzione
Il film fu prodotto dalla Nestor Film Company.

## Distribuzione
Distribuito dall'Universal Film Manufacturing Company, il film - un cortometraggio di una bobina - uscì nelle sale cinematografiche statunitensi il 27 giugno 1913.